# Tomáš Hertl
Tomáš Hertl (Praga, República Checa, 12 de noviembre de 1993) es un jugador profesional checo de hockey sobre hielo que se desempeña en la posición de centro en Vegas Golden Knights, equipo de la National Hockey League (NHL).

## Carrera
Fue seleccionado en la primera ronda en la NHL Entry Draft de 2012. En 2013, hizo su debut en la NHL con el equipo San Jose Sharks, en el cual jugó once temporadas (2013-2023), después pasó a Vegas Golden Knights, donde lleva jugando una temporada.